# Таран будинку літаком Ан-2 у Новосибірську
Таран будинку літаком Ан-2 у Новосибірську — авіаційна катастрофа, що сталася в недільним ранком 26 вересня 1976 року в результаті викрадення та умисного зіткнення літака Ан-2П із п'ятиповерховим житловим будинком.

## Пілот
Сєрков Володимир Федорович народився в Новосибірську 25 червня 1953 року. Хлопець з дитинства мріяв бути пілотом і одразу після школи вступив в бугурусланське льотне училище. Після закінчення училища, з 1972 року, Володимир працював другим пілотом літака Ан-2 на аеродромі міста Томськ. Тоді ж він познайомився зі своєю майбутньою дружиною Тетяною, і після одруження молода сім'я переїхала жити до Новосибірська, де Володимир влаштувався пілотом на аеродром Новосибірськ-Північний. 1974 року в пари народився син Роман, а в жовтні 1975 року чоловік отримав підвищення і став командиром повітряного судна на літаках Ан-2.
Володимир Сєрков мав серйозні проблеми зі здоров'ям. Ще 1971 року, під час навчання в льотному училищі, в нього стався перший епілептичний припадок. Згодом, збираючи кедрові горіхи, він втратив рівновагу і впав з дерева, сильно вдарившись головою. Невдовзі був ще один інцидент — падіння головою на асфальт. Після травм його стан погіршився. До епілептичних припадків додалися сильні головні болі. Але Володимир довгий час приховував свій стан і не звертався до лікарів через страх втратити роботу пілота. На фоні проблем зі здоров'ям чоловік став неврівноваженим і агресивним, почалися систематичні сімейні чвари, після яких, за словами його дружини, він наносив собі бритвою порізи на шкірі рук, імітуючи спроби самогубства. У результаті всіх цих негараздів дружина Володимира подала на розлучення і разом із їхнім сином переїхала жити до своїх батьків.

## Хронологія подій
Ввечері 25 вересня 1976 року Володимир Сєрков мав летіти в Барабінськ, але через технічні проблеми рейс перенесли на десяту годину ранку наступного дня. Повертаючись з аеродрому, Володимир побачив на вулиці свою дружину з незнайомим чоловіком і, вирішивши, що вона йому зраджує, влаштував сварку, яка закінчилась побиттям дружини, спочатку на вулиці, а пізніше у квартирі її батьків за адресою вул. Степова, буд 43/1. Свідками цього інциденту були батьки Тетяни, які врешті змогли заспокоїти Володимира і виставили його з квартири.
Уранці наступного дня Володимир з'явився на аеродромі за 3 години до запланованого польоту, проте ніхто не звернув на це увагу. Фельдшер провів передполітний медогляд і допустив Сєркова до польоту. Вже о восьмій годині ранку (за 2 години до запланованого рейсу) пілот перебував в кабіні літака. Повідомивши диспетчерові, що збирається перевірити двигун і перегнати літак на іншу стоянку, Володимир отримав дозвіл на рух територією аеродрому. Замість перегону літака на іншу стоянку Володимир Сєрков здійснив несанкціонований зліт, після чого скерував літак у бік міста. Коли літак піднявся в повітря, на аеродромі зрозуміли, що розвивається нештатна ситуація, і почали викликати пілота по радіо. На запитання «Куди ви пішли» пілот двічі повторив ту саму фразу «Шукайте мене на вулиці Степовій, будинок 43/1. Прощайте. Моє прізвище — Сєрков», після цього на зв'язок більше не виходив.
Наблизившись до будинку, літак зробив три кола на дуже малій висоті. Ймовірно, пілот хотів влучити літаком безпосередньо у вікна квартири на третьому поверсі, яка належала його тестю, проте, за показами свідків інциденту, він не зміг цього зробити, бо безпосередньо перед вікнами росла велика розлога тополя. Тому завершуючи третє коло, Володимир Сєрков направив літак на сходовий марш зліва від квартири тестя. О 8:16 за місцевим часом літак протаранив фасад будинку між третім і четвертим поверхом, пробивши в стіні отвір діаметром близько два метри. Від удару літак розвалився на частини, двигун впав на сходовий майданчик третього поверху, а задня частина літака впала біля під'їзду будинку. Паливо розлилось сходами і спалахнуло, стікаючи до першого поверху. Пожежа охопила весь під'їзд. Пожежники були на місці катастрофи вже за 5 хвилин, але їм знадобилося більше години, щоб приборкати полум'я.

## Жертви інциденту
Загиблими безпосередньо в результаті авіакатастрофи вважаються 5 осіб — пілот і четверо людей в будинку, з яких троє діти. Ще 11 отримали травми різного ступеня тяжкості. Дружина і родичі самого пілота в момент аварії були відсутні вдома, і вони не постраждали. Перелік офіційних жертв авіакатастрофи:
- Пілот — Сєрков Володимир Федорович, 1953 р. н.
- Дегтярьова Галина Макарівна, 1951 р. н.
- Тяпкін Олег Володимирович, 1970 р. н.
- Тяпкін Олександр Володимирович, 1972 р. н.
- Пушенко Єгор Володимирович, 1972 р. н. — помер у лікарні через 9 діб після катастрофи

Окрім офіційного переліку жертв, існують також інші, які не були визнані владою офіційно. Мати Олега й Олександра Тяпкіних померла через тиждень після інциденту від серцевого нападу. Мати Єгора Пушенко також померла невдовзі після катастрофи. Жінка з п'ятого поверху сусіднього під'їзду, злякавшись пожежі й задимлення, вилізла й вистрибнула з вікна, згодом вона померла в лікарні від травм внутрішніх органів. Але до переліку жертв авіакатастрофи її не включили.

## Наслідки інциденту
Трагедію в Новосибірську влада намагалася приховати. Інформація про катастрофу була засекречена і не з'являлась у засобах масової інформації. За показами очевидців, на місці аварії певний час були присутні люди в цивільному одязі, які забороняли фотографувати місце аварії. Жителів частини будинку, де стався інцидент, швидко розселили й відновили будівлю менш ніж за півроку.
У процесі розслідування обставин авіакатастрофи було знайдено передсмертну записку Володимира Сєркова, у якій він описує свій намір покінчити життя самогубством і «забрати із собою» свою дружину й сина. Також було отримано інформацію про його незадовільний стан здоров'я, про випадки епілепсії, травми голови та спроби імітації самогубства.
Основним винуватцем трагедії слідство визнало Володимира Сєркова. Також серед причин інциденту вказано незадовільну роботу керівництва новосибірського авіапідприємства, порушення правил медичного контролю і грубі порушення при прийомі/передачі повітряного судна.